# A mulher que chora
A mulher que chora é uma pintura de Pablo Picasso. A data de criação é 1937. A obra é um retrato de Dora Maar chorando.

## Descrição
A obra foi produzida com tinta a óleo. Suas medidas são: 50 centímetros de altura e 60,8 centímetros de largura.
Faz parte da coleção do Tate. O número de inventário é T05010.[carece de fontes?]

## Análise
A pintura pertence ao período cubista de Picasso. Trata-se de um retrato dramático, com rosto e corpo deformados. A retratada aparece duas vezes, com imagens sobrepostas. As cores são vivas -- vermelho, amarelo, azul e verde. Dora Maar morde um lenço, o que foi entendido como uma representação de angústia e desespero, um luto pelas mortes em Guernica. O quadro foi interpretado como uma denúncia da guerra.